# Tensegrity
Uzasadnienie:  Są to praktycznie dwa artykuły traktujące o tym samym przedmiocie.

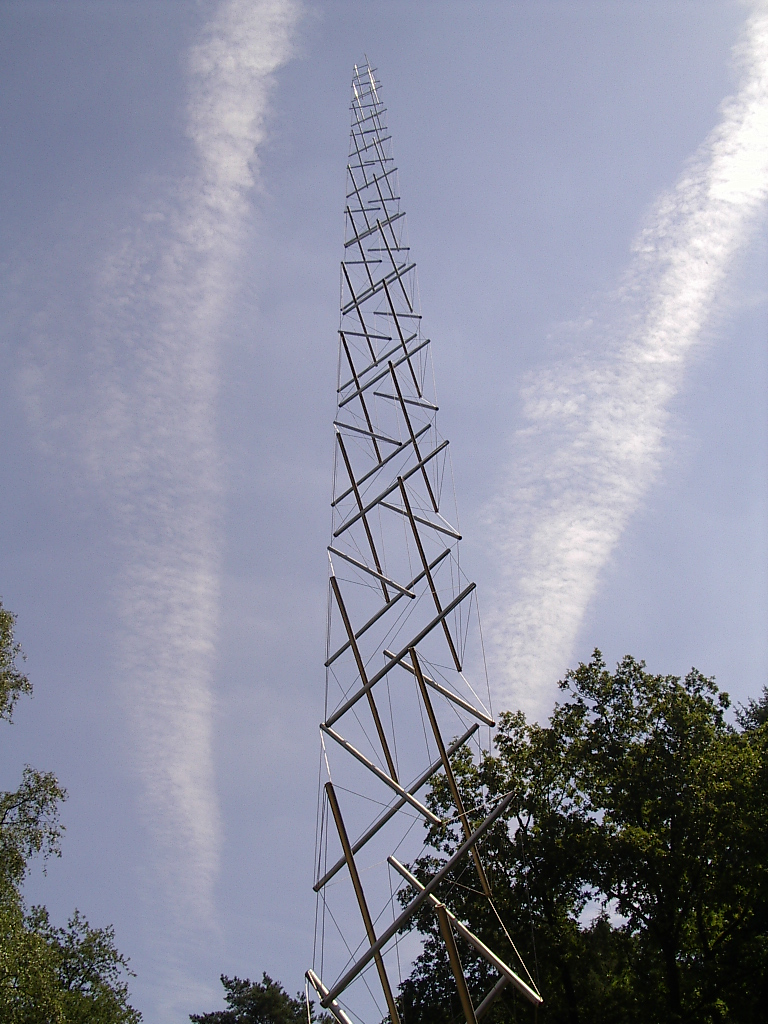
Wieża zaprojektowana przez Kennetha Snelsona w muzeum Kröller-Müller w Holandii

Tensegrity – wyraz pochodzenia angielskiego, złożony z tension – naprężenie pochodzące od rozciągania oraz integrity – integralność.
Oznacza przypisywany Richardowi Buckminsterowi Fullerowi, Kennethowi Snelsonowi i Davidowi Georges'owi Emmerichowi wynalazek ustroju konstrukcyjnego, w którym następuje wzajemna stabilizacja elementów rozciąganych i ściskanych.
Układy przestrzenne składają się ze sztywnych elementów (najczęściej prętów – zastrzałów, ale też elementów trójwymiarowych), połączonych między sobą za pomocą elementów wiotkich (naprężonych cięgien, cienkich prętów itp.). Elementy sztywne zazwyczaj nie mogą się przy tym stykać.
Niekiedy za przykład tego typu układu podawane jest koło rowerowe składające się z piasty, napiętych szprych i obręczy, jednak sam Snelson wyraźnie temu zaprzecza
Źródeł i inspiracji idei tensegrity można doszukać się w przestrzennych instalacjach artystów awangardowych dwudziestolecia międzywojennego. Autorstwo układów konstrukcyjnych szczególnie zbliżonych do tensegrity niektórzy historycy architektury przypisują łotewskiemu konstruktywiście Karlowi Iogansonowi (1890-1929), który na początku lat dwudziestych XX wieku eksperymentował z podobnymi strukturami. Przyznał to Kenneth Snelson w liście do Marii Gough z 17 czerwca 2003 roku. Za pierwszy ustrój poprzedzający konstrukcje tensegrity uznawana jest instalacja Gleichgewichtkonstruktion (z niemieckiego Gleichgewicht – równowaga, Konstruktion – konstrukcja), składająca się z trzech zastrzałów i ośmiu cięgien, w tym jednego swobodnie zwisającego. Konstrukcja nie była ustrojem tensegrity – była deformowalna i pozwalała na zmianę układu jej elementów.
Autorstwo pierwszych właściwych konstrukcji tensegrity przypisuje się dwóm amerykanom: architektowi Richardowi Buckminster Fullerowi i rzeźbiarzowi Kennethowi Snelsonowi, który był studentem Fullera i pod koniec lat 40. budował przestrzenne rzeźby prętowo cięgnowe, które Fullera zainspirowały. Obaj toczyli spór o pierwszeństwo w wynalezieniu tensegrity. Trzecim, niezależnie pracującym nad tym pomysłem był francuski architekt David Georges Emmerich. Wszyscy trzej w latach 60. opatentowali swoje pomysły, w tym m.in. dokładnie taki sam najprostszy przestrzenny moduł tensegrity tzw. simplex (z angielskiego simple – prosty).
W Polsce układ tensegrity zastosowano po raz pierwszy w roku 1962 przy budowie wiszącego dachu nieistniejącego już budynku warszawskiego „Supersamu” (Autorzy Jerzy Hryniewiecki, Maciej Krasiński i Ewa Krasińska (architektura) i Wacław Zalewski (konstrukcja)). Kolejną ważną realizacją w Polsce była hala widowiskowo-sportowa Spodek w Katowicach. Projekt hali został wykonany przez architektów Macieja Gintowta i Macieja Krasińskiego. Pierwszą polską koncepcją obiektu mostowego wykorzystującą ten układ była koncepcja trójprzęsłowej, stalowej kładki KL-03 nad trasą S7, na odcinku Salomea – Wolica, zaproponowana przez Bogusława Markockiego (2011) i nigdy nie zrealizowana.

## Definicje
Istnieje szereg definicji tensegrity o różnym stopniu restrykcyjności, na przykład zakresie równej długości zastrzałów lub zakazu ich stykania się. Z jednej strony Fuller stwierdził, że wszystko jest tensegrity, z drugiej Snelson odpowiedział, że w takim razie nie ma po co używać tego słowa. Szeroki przegląd definicji tensegrity można znaleźć w pracy Kasprzaka.
Większość definicji jest spójna pod względem najważniejszych założeń. Już od definicji patentowych podkreślane jest przede wszystkim występowanie nieciągłego układu elementów ściskanych pośród ciągłego układu elementów rozciąganych. Jedną z częściej przywoływanych w literaturze definicji jest ta stworzona przez Anthony'ego Pugh (tłumaczenie wg):

System tensegrity jest ustanowiony, kiedy nieciągły układ elementów ściskanych oddziałuje z ciągłym układem elementów rozciąganych, określając stałą objętość w przestrzeni.

Z kolei Emmerich w swoim patencie, a nawet już w jego tytule podkreślił występujący w tensegrity samorównoważny układ sił wewnętrznych. Słowo autotendants (z francuskiego auto- – samo-, tendre – napięcie) można tłumaczyć jako samonaprężenie. Występowanie stanów samonaprężenia jest wymagane przez inną często przywoływaną definicję autorstwa René Motro (tłumaczenie wg):

System tensegrity jest systemem znajdującym się w stabilnym stanie samonaprężenia, zawierającym nieciągły układ elementów ściskanych w ciągłym układzie elementów rozciąganych.

oraz w opartej na mechanice konstrukcji definicji Koryo Miury i Sergia Pellegrina (tłumaczenie wg):

Konstrukcją tensegrity jest każda złożona z cięgien i zastrzałów konstrukcja, w której stan sprężenia powoduje wystąpienie rozciągania we wszystkich cięgnach […] [oraz] służy stabilizacji konstrukcji, zapewniając sztywność pierwszego rzędu wszystkim mechanizmom infinitezymalnym.

Polską definicję tensegrity stworzył Andrzej Kasprzak. Podzielił on konstrukcje na czyste tensegrity oraz na konstrukcje o cechach tensegrity. Z punktu widzenia mechaniki konstrukcji za najważniejsze uznał występowanie mechanizmów infinitezymalnych stabilizowanych przez stany samonaprężenia, ponieważ to one decydują o wyjątkowości konstrukcji i o fakcie występowania licznych prętów wyłącznie rozciąganych, a ze względu na charakter przestrzenny konstrukcji za istotny uznał warunek nieciągłości ściskania wewnątrz rozciągania. Na tej podstawie powstała definicja czystego tensegrity:

Konstrukcja typu tensegrity jest kratownicą, w której występują mechanizmy infinitezymalne usztywniane przez stany samonaprężenia. Elementy ściskane
stanowią nieciągły układ wewnątrz ciągłego układu elementów rozciąganych, nieposiadających sztywności na ściskanie.

Jednakże ze względu na ograniczone możliwości wykorzystania tego rodzaju konstrukcji w budownictwie (niedostateczna sztywność ze względu na występowanie mechanizmów infinitezymalnych) zaproponował pojęcie konstrukcji o cechach tensegrity, które chociaż nie mają wszystkich cech tensegrity to zachowują część ich właściwości, jednocześnie umożliwiając ich szersze wykorzystanie w zastosowaniach inżynierskich. Zaproponował następującą szeroką definicję konstrukcji o cechach tensegrity:

Konstrukcja o cechach tensegrity jest kratownicą, w której występują stany samonaprężenia oraz co najmniej jedna z następujących cech: istnienie mechanizmów infinitezymalnych stabilizowanych przez stany samonaprężenia, nieciągły układ elementów ściskanych, zawieranie się elementów ściskanych wewnątrz elementów rozciąganych. Elementy rozciągane nie mają sztywności na ściskanie.

Przykłady stosowania obu definicji można znaleźć w pracach:.